# Distretto di Szob
Il distretto di Szob (in ungherese Szobi járás) è un distretto dell'Ungheria, situato nella provincia di Pest.